# Марікао (Пуерто-Рико)
Марікао (ісп. Maricao, МФА: [maɾiˈkao]) — муніципалітет Пуерто-Рико, острівної території у складі США. Заснований 10 квітня 1874 року.

## Географія
Площа суходолу муніципалітету складає 96 км² (43-є місце за цим показником серед 78 муніципалітетів Пуерто-Рико).

## Демографія
Станом на 2010 рік на території муніципалітету мешкало 6 276 ос.
Динаміка чисельності населення:

## Населені пункти
Основним населеним пунктом муніципалітету Марікао є однойменне місто:
| Населений пункт | Статус | Населення :   | Населення :   | Населення :   |
| Населений пункт | Статус | на 01.04.1990 | на 01.04.2000 | на 01.04.2010 |
| --------------- | ------ | ------------- | ------------- | ------------- |
| Марікао         | Місто  | 1 058         | 1 123         | 868           |